# Прусци
Прусци су насељено мјесто у општини Нови Град, Република Српска, БиХ. Према попису становништва из 2013. у насељу је живјело 197 становника.

## Историја
Име села Прусци потиче од породице Прусац која се морала потурчити, а као најпознатији члан ове породице јавља се име Хамзаге. Могу се пронаћи и различити називи у аустријској литератури: Прушла Полфе, Пружци, Прушци и Фрузи.
У Прусце су вијековима долазиле избјеглице из Црне Горе, Херцеговине, Книнске крајине и Србије. Како је ко крчио плодну поткозарску земљу тај је ту и остао. Прушчани су радили и у љешљанском руднику и у добрљинској пилани.
Почетком 19. вијека направљена је православна црква у Глигорића гају, која је касније премјештена на данашњу локацију тј. засеок Жујићи. Ова црква је била у јако лошем стању и дуго времена се није служила литургија.  У засеоку Думбрава, постојале су још двије црквице, гркокаталичка и римокатоличка. Обе су нестале током Другог свјетског рата.
Поред цркве 1931. године отворена је школа која је порушена 10 година касније, за вријеме Другог свјетског рата. Обновљена школа је више пута прекидала свој рад. Становници овог села памте многе учитеље, али два имена се издвајају: Нада Милановић и Живко Ћурчија. Нада Милановић  је била први учитељ ове школе и након десетак година рада у овој школи је одведена у Јасеновац. Послије Другог свјетског рата у Прусцима су биле двије школе. Једна у кући Обрадовића, а друга у Дејановићима.
У Думбрави, поткрај деветнаестог вијека, доселило се четрдесет католичких породица из Пољске. Већ 1935. у Думбрави је било чак 325 римокатолика и 70 гркокатолика. На самом крају 19. вијека Думбраву је настанило четрдесет породица из Галиције. Звали су их Пољаци, Галицијани, Шокци. Крчили су шуму и тако почињали живот. Тад се први пут њихов засеок помиње као Прусци – Пастирево. Мало касније Дубрава па Думбрава. Сви су нестали током Другог свјетског рата.
1. ↑  „Prusci kroz vijekove - Živko P. Ćurčija: knjiga | KorisnaKnjiga.com”.
2. ↑  Sabljić, Slaviša. „Pruščani se vraćaju zemlji”. Politika Online. Приступљено 2025-03-17.

## Становништво
| Националност       | 2013. | 1991. | 1981. | 1971. | 1961. |
| Срби               | 195   | 352   | 526   | 777   | 1.137 |
| Југословени        |       | 3     | 6     |       |       |
| Хрвати             | 2     | 1     |       | 1     |       |
| остали и непознато |       |       |       |       | 1     |
| Укупно             | 197   | 356   | 532   | 778   | 1.138 |

| Демографија | Демографија | Демографија |
| Година      | Становника  | Становника  |
| ----------- | ----------- | ----------- |
| 1948.       | 1.084       |             |
| 1953.       | 1.161       |             |
| 1961.       | 1.138       |             |
| 1971.       | 778         |             |
| 1981.       | 532         |             |
| 1991.       | 356         |             |
| 2013.       | 197         |             |